# Alburnus attalus
Alburnus attalus är en fiskart som beskrevs av Özulug och Jörg Freyhof 2007. Alburnus attalus ingår i släktet Alburnus och familjen karpfiskar. Inga underarter finns listade i Catalogue of Life.